# Pile (L'Aquila)
Pile è una frazione del comune dell'Aquila.

## Storia
Pile era documentato già come abitato sparso nel XII secolo; nel 1254 partecipò alla fondazione dell'Aquila e occupò il locale del quarto di San Giovanni, dove si trova ancora oggi la chiesa di San Quinziano, fondata dai castellani di Pile. Non si sa se in Pile esistesse una chiesa con questa intitolazione, poiché oggi la chiesa più antica è quella di Sant'Antonio o San Giovanni.
Durante la seconda guerra mondiale, in località Casermette (nel comprensorio di Pile) si compì l'eccidio dei IX Martiri, ossia 9 giovani antifascisti uccisi dai nazifascisi presso le caserme, col sospetto di collaborazionismo col nemico.
La zona di Pile, usata in passato come località estiva e agricola dalla borghesia aquilana, dagli anni '60 del XX secolo, e soprattutto dopo il sisma del 2009, è stata interessata da un forte sviluppo edilizio, collegato anche alla presenza del casello autostradale L'Aquila Ovest sulla A24.

## Urbanistica
Il quartiere di Pile, ormai inglobato nella continuità urbanistica della città, si suddivide nel nucleo sviluppatosi nella zona del castello storico, oggi scomparso, e la nuova area di espansione che lo circonda, con a nord la località "Casermette" (in cui è presente lo svincolo autostradale) e a sud la località "Campo di Pile", sede di numerose attività produttive, commerciali e gestionali.

## Monumenti e luoghi d'interesse

### Chiesa di Sant'Antonio fuori le mura o San Giovanni Battista

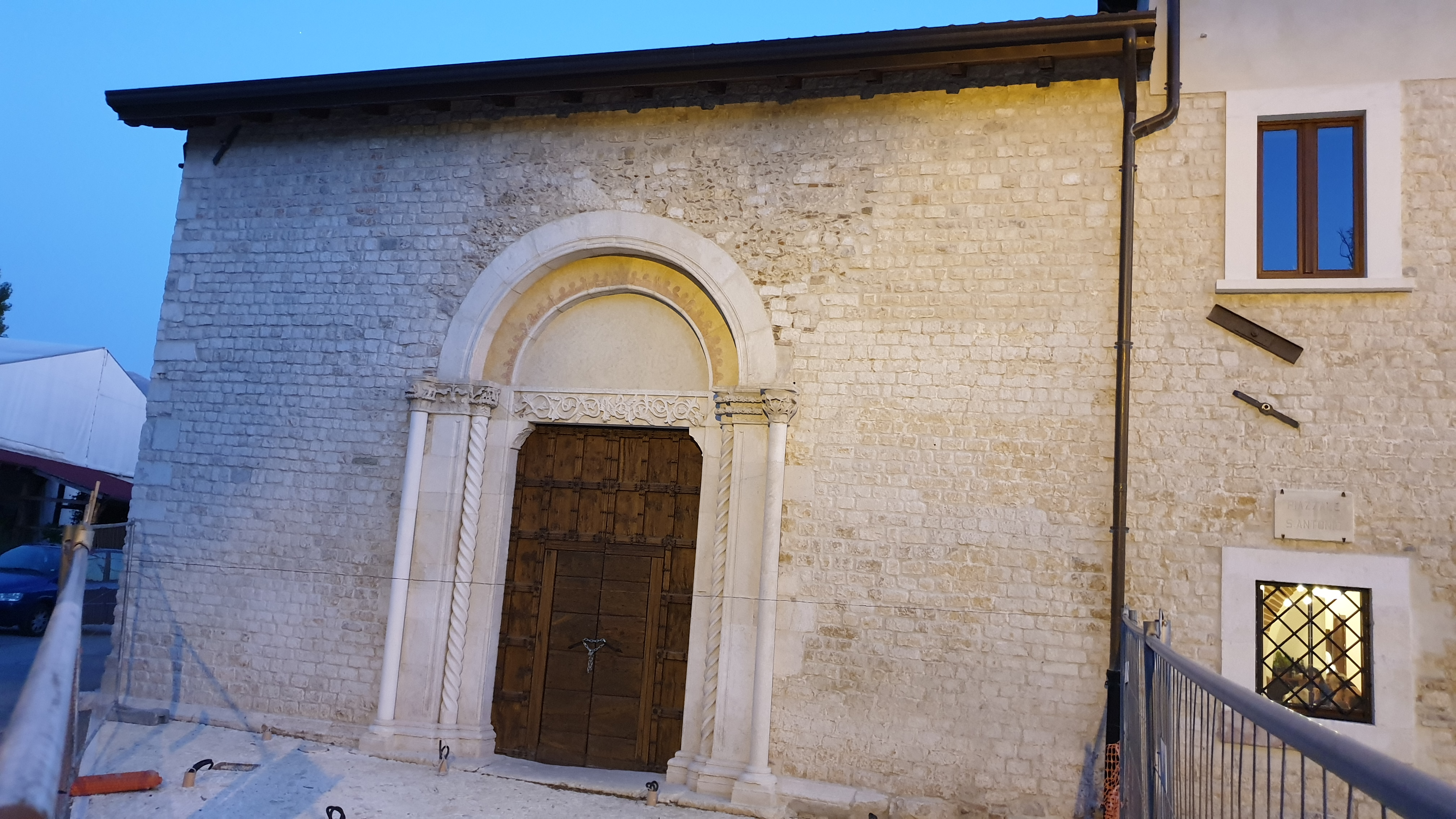
Chiesa di Sant'Antonio fuori Porta Barete

Si trova in località Casermette, in piazzale Sant'Antonio. La costruzione della chiesa è del XII secolo, inizialmente era dedicata a Sant'Antonio, che aveva un annesso ospedale dei lebbrosi, fondato nel 1128, funzionante fino al Cinquecento. La chiesa attuale è frutto di rimaneggiamenti, dovuti specialmente al dopo sisma 1703, che hanno portato l'edificio ad avere un aspetto molto semplice di capanna allungata, poiché l'ex ospedale è stato riconvertito in casale.
L'esterno di rilevante ha solo il portale romanico mutilato della colonna tortile a sinistra, e della colonnina con capitello all'inizio della strombatura, sempre a sinistra. Secondo i critici di storia dell'arte, tra cui Moretti e Antonini, il portale di Sant'Antonio è uno dei più antichi delle chiese aquilane, conservatosi intatto, che funse da modello per i portali romanici ricostruiti per le parrocchie principali dopo il terremoto del 1349, un chiaro esempio è il portale dell'ex chiesa di San Giovanni di Lucoli, rimontato nella chiesa di San Francesco di Paola in via XX Settembre. Lungo la parte inferiore della lunetta (in origine affrescata, dove oggi si trova una croce), scorre una serie di motivi vegetali geometrici in foglie e fiori. L'interno a navata unica non conserva particolare fastigio barocco, ma un compendio di stile settecentesco-rinascimentale.
È in progetto la costruzione di una nuova parrocchia più spaziosa dedicata a San Giovanni, dato l'alto popolamento della frazione.

### Chiesa di Santa Maria del Popolo
La chiesa oggi è andata distrutta. Risale forse al XIII secolo, come dimostra il portale tardo romanico rimontato nella moderna parrocchia di Santa Maria Mediatrice (1959) presso il quartiere Valle Pretara. Fu fotografata in grave stato di degrado nel primo Novecento da Amalia Sperandio, dopo i danni della guerra, la chiesa fu completamente demolita. Dalla struttura proviene anche una tela settecentesca della Madonna. Sorgeva nei dintorni di piazzale Pertini.

## Mobilità
- Linee di autobus urbani dell'Azienda Mobilità Aquilana
- Stazione dell'Aquila
- Stazione di L'Aquila Campo di Pile